# 酒精教育
酒精教育（英語：Alcohol education）是把酒精對人體健康、社會、以及家庭產生影響的信息廣為傳播的做法。 是由19世紀後期的禁酒運動組織如美國基督教婦女禁酒聯合會開始引入公立學校。最初的重點是側重於宣導飲酒會如何對社會，以及家庭發生影響。到1930年代，也把有關酒精影響健康的課程（例如即使是輕度和中度飲酒也會提高個人罹患癌症的風險）加入。後來如美國國家酒精濫用和酗酒研究所（NIAAA）等組織的成立，是為與美國成癮及酒精問題委員會等禁酒運動組織一起推廣酒精教育。

## 酒精教育

### 定義
酒精教育是在世界普遍充斥酒精不當使用的情況下，有計劃性的提供如何在其中生活的相關信息和技能。世界衛生組織WHO所發表的2014年全球酒精與健康狀況報告（2014 Global Status Report on Alcohol and Health）強調酒精在往後幾年會成為更嚴重的問題，預計酒精將是導致失能和死亡的主要原因。首要之務是讓人們知道有關酒精和有害飲酒方式的害處。

### 教育目標
對青少年提供酒精教育是設法為他們減少在未來發生物質濫用的風險。飲用酒精飲料是全世界造成健康問題的主要原因之一。年輕時即開始飲酒會產生各種健康風險，無論是當前，或是在日後的生活中。趁早教育年輕人，提供有關酒精的訊息，及飲用後隨之而來的健康問題，有助於預防損害發生。

## 酒精對大腦的影響
大家均知酒精會對大腦產生嚴重的影響。大量飲酒的影響廣泛而且深遠，輕則是單純的記憶“失誤”，重則是永久性傷害和耗弱的狀況。適度飲酒甚至會導致與大量飲酒類似的損害。長期和短期飲酒的影響可能包括不良於行、視力模糊、言語不清、反應遲緩、記憶力受損等。
酒精造成影響的因素包含多種，例如：
- 喝多少，和喝酒的頻繁度
- 飲者首度開始喝酒的年齡，以及他們持續喝酒的歷史
- 年齡、教育水準、性別、遺傳背景、和家族酗酒史
- 是在胎兒時就接觸到酒精，或是受同儕壓力而飲酒
- 飲者本身的健康狀況

給學生事先的酒精教育會讓他們產生重大啟發，尤其是正逢學生的大腦在發育的時期。

## 美國酒精教育歷史
由於美國人對這個主題有不同的觀點，在學校提供有關飲酒的教育一直是個有爭議的議題。反映不同觀點的教育方法在過去一個世紀歷經發展和嘗試，但產生的行為改變的程度不大。這些教育方法如下列：

### 禁酒模式
這種模式通常被稱為“絕對不准”。這種模式出於道德、宗教、健康、或是其他原因，而把酒精視為邪惡，或是有罪的。雖然有人因為這些原因而戒酒，但並非每個人都相信這種論調。因此, 這種禁酒模式不成功的基本原因是美國擁有多元文化, 不是每個人都會為這理由而戒酒. 

### 社會經濟模式
這種模式採用與酒精濫用相關的統計數據和事實。不負責任的飲酒會導致各種問題發生，人們被告知因濫用酒精而發生致命車禍、犯罪、和家庭問題等後果。同時提供與酒精有關的健康問題而花費金錢的數字。然而這種模式屬於片面式，已被證明效果不彰。

### 視酗酒為疾病模式
這種模式將酗酒視為一種疾病。把酒精造成的負面影響比作與其他疾病的負面影響類似。側重在酒精在生理上和心理上的負面作用。雖然這種模式或有助於判別酗酒的跡象和症狀，但並不能阻止個人負責任或不負責任地飲酒。

### 替代方案模式
這種模式旨在尋找可替代飲酒的活動（譬如說運動，音樂，甚至是代替性飲料）。這些替代品已經證明可以成功替代酒精，只要它們可容易取得。這種方法雖然不能很好改變個人的飲酒態度或習慣，但可減少飲酒量。但在許多體育賽事情況下，通常都會牽涉到酒精，也很難找到酒精的替代品。

## 學校中的酒精預防和教育

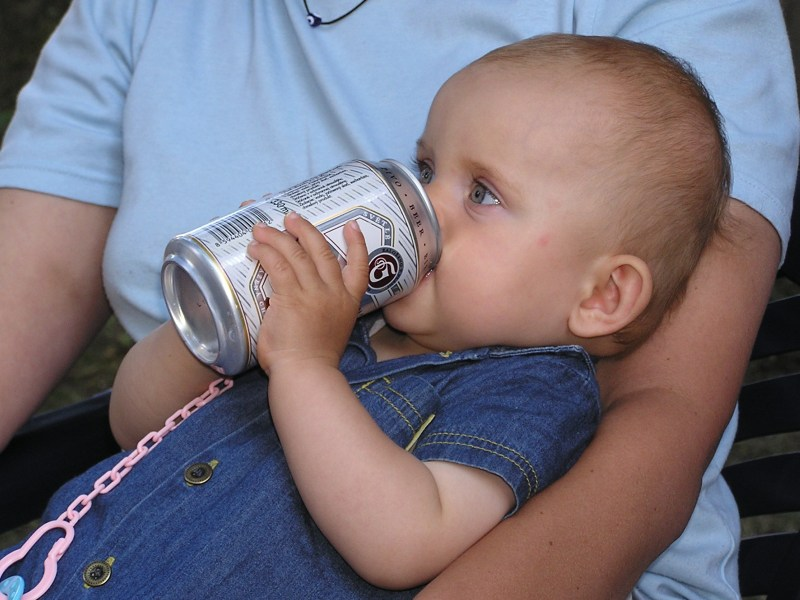
讓嬰兒飲用啤酒

### 幼兒園到12年級
K-12公立學校的酒精教育標準因州而異。在極少數情況下，譬如阿拉斯加州等州不要求全州的公立學校提供酒精教育計劃。在德拉瓦州等其他州，要求則會嚴格許多。德拉瓦州的學生必須在K-4年級完成10小時與藥物（包括酒精在內）相關的課程，在K-5到K-12完成15小時的課程。
許多研究報告，例如非營利協助犯罪受害者機構Project SAFE所發表的，就認為針對6-8歲住在農村地區的兒童提供酒精教育甚為重要，以防止他們在日後濫用酒精。在15歲之前開始飲酒的人，在日後生活中濫用酒精的可能性是不飲用者的五倍。美國物質濫用與精神健康管理署（SAMHSA）聲稱：“大約有10%的12歲兒童表示他們至少喝過一次酒。到13歲時，這個數字翻了一倍。”
美國學校中過去實施的酒精教育計劃，通常使用的是恐嚇策略，企圖藉此說服青少年不要喝酒。根據提倡健康行為，以及預防藥物酒精濫用的非營利組織“預防第一”的說法，在宣導酒精害處的計劃中採用恐嚇策略，實際上會適得其反。與之相較，學生從誠實且不會提供謬誤訊息的人會學得更多。

### 大專院校
當前廣泛的做法是要求在大學提供酒精教育課程，目的在對未成年學生進行飲酒教育，努力減少暴飲，讓學生更安全。
美國目前有747所學校提供某種酒精教育。學生必須完成一項了解暴飲產生後果的課程。 非營利組織反對酒駕母親聯盟（MADD）在他們最近的一份刊物中指出，接受調查的學生中，有五分之四的大學生飲酒，而所有接受調查的表示大學期間飲酒可促進社交、增進人際關係、以及解除抑制。大多數的大專院校都有酒精政策，限制未成年人飲酒繼而產生不良後果。許多學校還要求所有轉學生和新生參加一個入學計劃，以便能夠了解關酒精的危險以及因應政策。一部關於18歲的科羅拉多大學波德分校新生Lynn Gordon Bailey Jr.，在迎新儀式中因為過度飲酒中而過世的紀錄片在許多大學放映，以提醒這種飲酒方式的風險。
許多學校也使用網路課程宣導酒精教育。常用的課程是AlcoholEdu，這是一個針對所有高中或大學新生進行的的全民預防計劃（population-level prevention program）。[19]AlcoholEdu的目的是讓學生了解與大量飲酒相關的有害和負面風險，改變或影響大學生對飲酒的看法，並通過展示實際案例讓學生不要過度飲酒。
美國國家衛生院所屬的NIAAA設有網站 - Collegedrinkingprevention.gov，目的在改變大學的飲酒文化。網站發表的《行動呼籲：改變美國的飲酒文化》，詳細列出學院和大學該如何開展酒精計劃。公立大學必須遵守報告中的規定行事。

## 酒精教育的用處

### 成本與收益
人們常常想知道酒精教育計劃是否物有所值。根據雙月刊《藥物和酒精評論雜誌》上的“我們可以-也不能-期望從學校的藥物預防中得到什麼”的文章報導，平均花費150 美元的防止藥物濫用計劃可為每位參與者節省840美元的社會成本。誠然，這項研究不僅關注酒精，但酒精所佔的比率是28%，是產生社會成本第二高的原因。社會成本可包括醫療衛生支出、監禁、生產力下降、過早死亡等。這篇文章的作者還稱，採行防止藥物濫用計劃的額外好處還包括減少早產和其他藥物的使用，以及較好的學校成績表現以及較高的畢業率。[21]

## 關於酒精的知識

### 有效教育
任何酒精教育計劃的目標都是為保護青少年，讓他們免受傷害。計劃需要：
1. 1. 提供有關酒精及其消費的準確、真實、和公正的信息。
  2. 把濫用和使用區分。
  3. 教導未成年人在法定年紀下購買、持有、和/或消費酒精飲料可能產生的後果。
  4. 指導有效的方法，以減少濫用酒精而導致威脅/傷害。

## 酒精教育在澳大利亞
青少年飲酒在澳大利亞成為日益嚴重的問題；在2011 年，有74%的12至17歲學生在過去一年中嘗試過飲酒，2010年所做的研究顯示，31%的16至17 歲學生在一場聚會中喝下超過20份的酒類。澳大利亞每年有約有157,000人直接因飲酒的原因而住院，5,500人死亡。 400多人死於與酒精有關聯的襲擊。造成的整體損失大約有360億美元。澳大利亞政府成立各種組織和運動，試圖解決青少年飲酒情況的增加，減少死亡和受傷人數，並告知人們暴飲而會造成的不利影響。

### 相關政府組織

#### DrinkWise Australia
DrinkWise是澳大利亞最著名的酒精行為倡導組織，設立目的在教育公眾飲酒，主要是針對青少年。他們敦促未繼續升學的高中畢業生（school leavers ）抱持負責任的態度飲酒的運動（名為“如何正確飲酒”）獲致成功。有三分之一的18至24歲的年輕人看過活動後表示他們在晚上外出時會把飲酒量減少，超過一半的年輕人表示這項活動幫助他們檢討自己的飲酒習慣。這項活動在2014年的廣告創意比賽Spike Asia大獎中贏得Silver Spike的獎項。
目前學校內有關酒精教育的方法包括：
- 使用與社會影響相關的方法
- 讓家長參與，並努力在社區中建立聯繫
- 專注於與學生高度互動，讓他們親身體驗

目前在澳大利亞採用的酒精教育計劃有四種類型：
- 學校教育（單獨課堂教學，或是全校性教學）
- 家庭教育
- 社區教育
- 混合式（學校和社區教育相結合）

## 澳大利亞學校酒精教育
在澳大利亞，不同的州各自有針對高中生的酒精教育計劃，以及各自有對這些教育所產生影響的研究計劃。
西澳大利亞州兒童和青少年事務專員 (CCYP) 於2011年調查14到17歲青少年如何看待酒精、飲酒可能導致的負面後果、以及有關攝取數量標準和國家酒精指南的知識。 CCYP還倡導兩個項目 - 學校藥品教育和道路安全（School Drug Education and Road Awareness，SDERA）和學校健康和減少酒精危害計劃（School Health and Alcohol Harm Reduction Project，SHAHRP） - 對高中生進行預防和減少酒精危害的教育。 SDERA的目標是預防，屬於西澳大利亞州的健康和體育課程，而SHAHRP的目標是減少傷害，由科廷大學的國家藥物研究所執行。
維多利亞州的教育和訓練部於2012年實施“準備就緒”計劃。這項計劃針對的是7到9年級的學生，提供有關酒精和其他藥物的風險知識。
同樣的，昆士蘭州的教育、訓練和就業部與州內課程和評估局共同合作，創建教育計劃“酒精和其他藥物教育計劃”。這項計劃透過健康和體育課程，針對7到12年級的高中生，以處理酒精和其他毒品問題 。這項計劃與“安全夜遊策略”一起執行，這項策略處理的是關於毒品和酒精引起的暴力問題。

## 外部連結
- Alcohol-related death rates almost double since 1991, news release, United Kingdom Office for National Statistics
- Alcoholism and Problem Drinking （页面存档备份，存于）, Patient UK
- English 'booze culture' Targeted （页面存档备份，存于）, BBC News
- Alcohol Statistics Scotland 2005 （页面存档备份，存于）, National Health Service, National Services Scotland
- Alcohol-Drug Education Service